# Senecio inaequidens

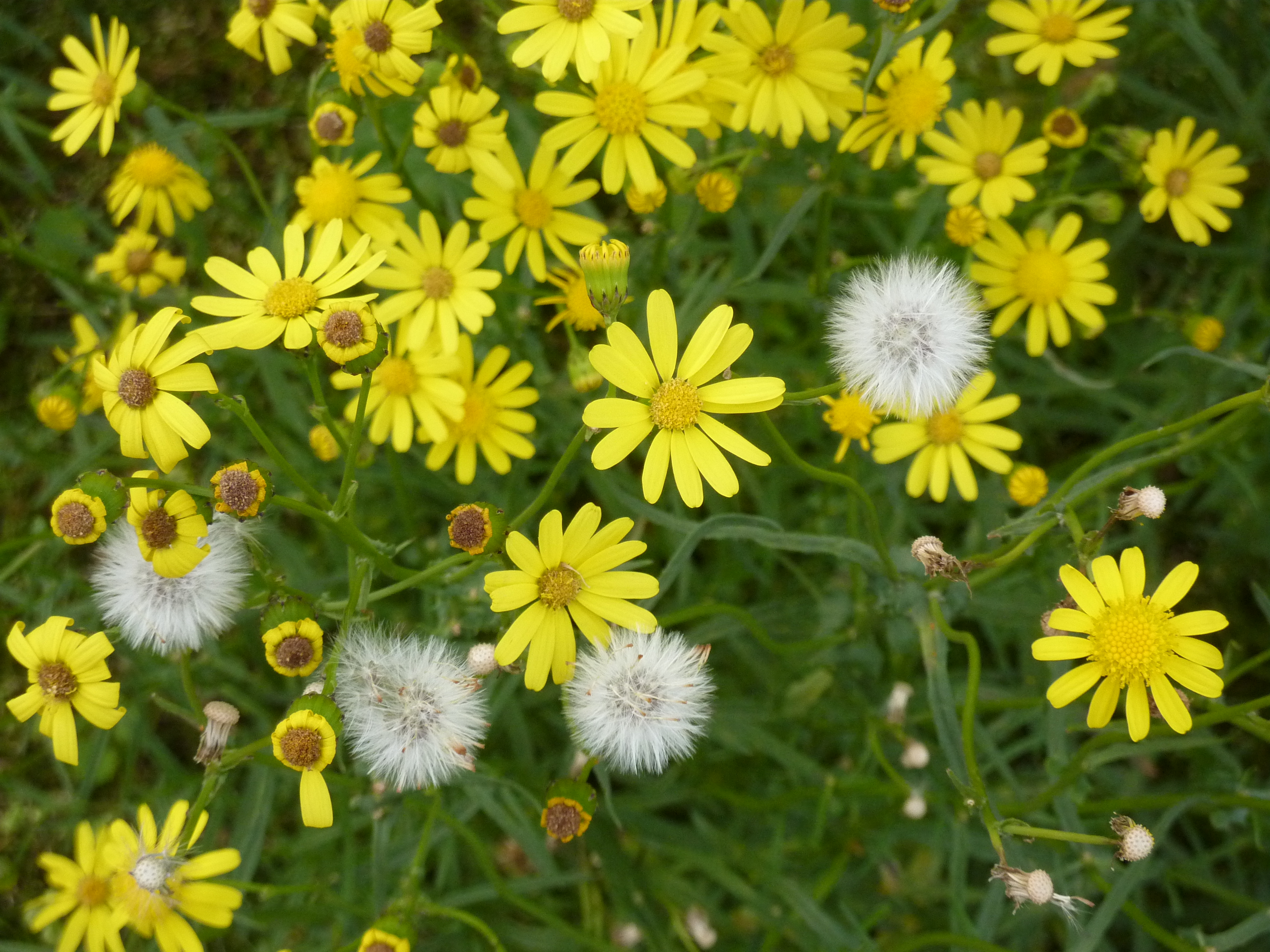
Vista de la planta

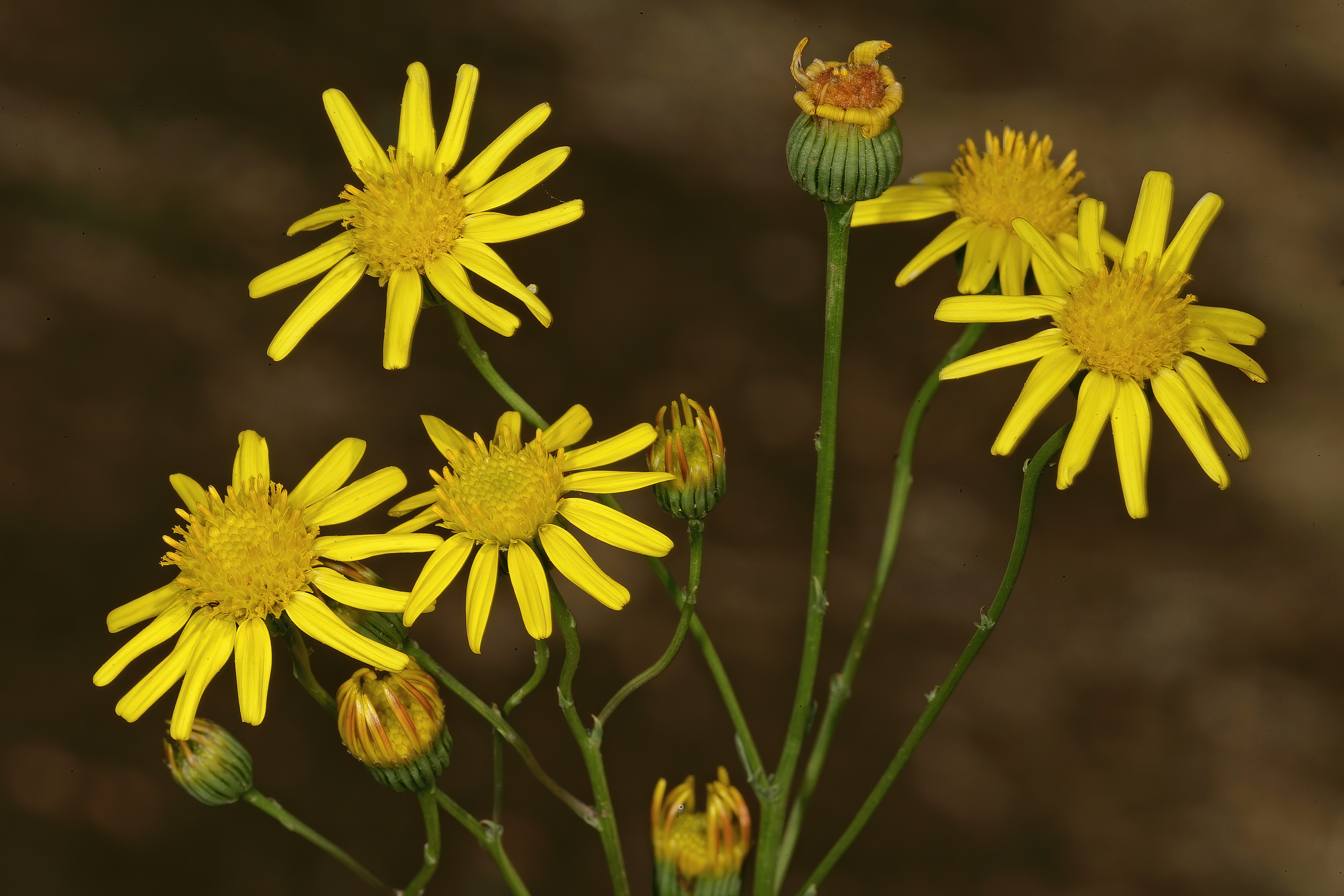
Detall de la inflorescència

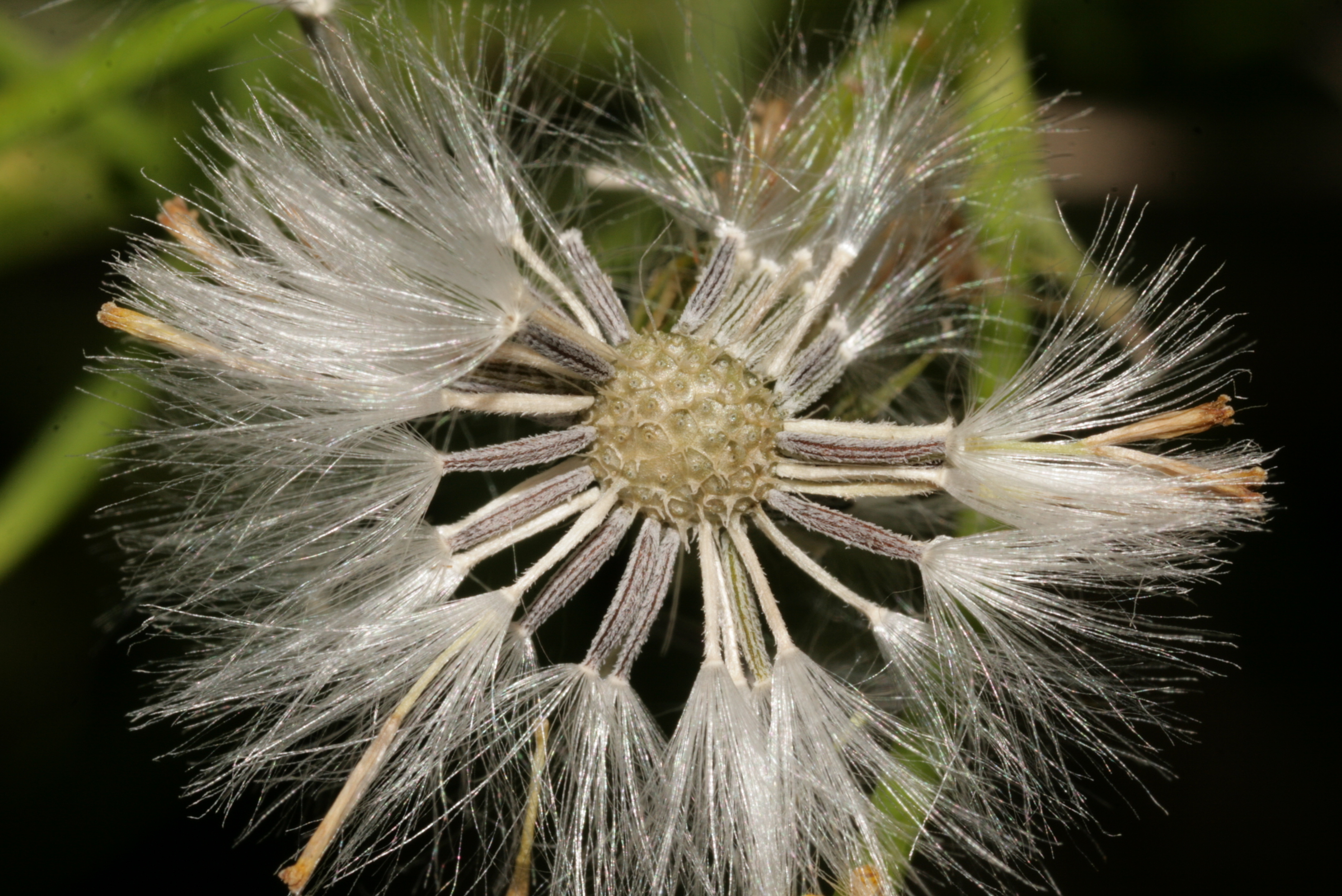
Fructificant

El seneci del Cap (Senecio inaequidens) és una planta de la família de les compostes (asteràcies), nadiua del sud d'Àfrica i naturalitzada al voltant del món en zones de clima temperat.
Arreu del territori espanyol està catalogada com a espècie exòtica invasora. Entre altres, això implica que està prohibit comercialitzar-la i introduir-la al medi natural. Tampoc es poden reintroduir exemplars que hagin estat extrets de la natura.

## Descripció
Senecio inaequidens és una herba sufruticosa, ramificada des de la base. Arriba a 70 cm d'altura, encara que usualment és més baixa. Les tiges són estriades, glabres o amb pèls escampats. Les fulles, en disposició alterna sobre la tija, són sèssils, semiamplexicaules, linears a oblongo-lanceolades o oblanceolades (rara vegada pinnatipartides), d'1 a 4 cm de llarg i 1 a 4 mm d'ample, de marge sencer o denticulat i àpex agut o acuminat. La inflorescència és un ram o corimbe de capítols ("flors" grogues de 1-1,5 cm de diàmetre) pedicel·lats d'involucre entre campanulat i subcilíndric, cadascuna amb al voltant d'una dotzena de flors ligulades i 100 flors tubulars, de color groc. El fruit és una cipsela subcilíndrica d'uns 2 mm de llarg, amb un vil·là d'abundants pèls blancs.

## Distribució i hàbitat
Senecio inaequidens és nadiu del sud d'Àfrica (de Moçambic a Sud-àfrica). Es distribueix principalment en herbassars de l'Alt Veld, en altituds entre els 1400 i 2800 metres sobre el nivell del mar. A la seva àrea d'origen també hi és present com a planta ruderal a la vora de camins o en pasturatges secundaris.

L'espècie té un alt potencial invasor i s'ha distribuït al voltant del món per mitjans antropogènics. S'especula que va arribar a Europa accidentalment a través del comerç de llana d'ovella, d'on es va estendre a Austràlia, Amèrica del Nord i al Con Sud (on va ser identificada originalment com el seu parent proper, Senecio madagascariensis). Actualment es reporta en expansió a la seva regió nativa, i n'existeixen registres recents a l'Àfrica oriental, l'Àsia oriental i altres zones de clima temperat. Es tracta d'una espècie pionera que colonitza ràpidament hàbitats pertorbats, com ara ribes de camins, cultius, àrees desboscades i dunes costaneres.

## Toxicitat
Seneciosis (intoxicació per ingesta de Senecio sp.) és una de les causes més comunes d'intoxicació vegetal a Sud-àfrica. En particular, s'ha demostrat que Senecio inaequidens és una planta tòxica per a ésser humà i el bestiar, a causa del seu contingut d'alcaloides pirrolizidínics. A l'Argentina s'han reportat morts per ingesta accidental de llavors de la planta, presents com a impureses en la farina de blat. Això converteix Senecio inaequidens en una planta d'importància mèdica en ramaderia i agricultura, particularment en la viticultura.

## Taxonomia
Senecio inaequidens va ser descrita en 1838 per Augustin Pyrame de Candolle, a Prodromus systematis naturalis regni vegetabilis 6: 401.

### Etimologia
Senecio: nom genèric del llatí sĕnĕcĭo, -ōnis, ancià, pels vil·lans blancs del fruit que recorden un cap canós.
inaequidens: epítet llatí que significa "de dents desiguals o irregulars"

### Sinonímia
Senecio inaequidens pertany a un complex d'espècies de complicada diferenciació. Diversos repositoris esmenten diferents sinònims:
Segons Tropicos.org
- Senecio burchellii DC.[8]

Segons The Plant List
- Senecio harveianus MacOwan
- Senecio vimineus Harv. [invàlid]
- Senecio vimineus (auctt. senar DC. & Harv.) DC.[9]

Segons Plants of the World Online
No se'n registren sinònims.